# Vox (tvrtka)
Vox je naziv britanske tvrtke za proizvodnju glazbala i glazbene opreme. Najpoznatiji proizvod tvrtke bilo je pojačalo za električnu gitaru - Vox AC30. Tvrtka je uz vrlo prihvaćena i popularna pojačala, proizvodila i električne orgulje, zatim seriju vrlo maštovitih ( ali 
neprihvaćenih) električnih gitara. Od 1992. tvrtka je u vlasništvu poznate japanske elektroničke kompanije Korg.

## Povijest
Tvrtku je osnovao Thomas Walter Jennings nakon drugog svjetskog rata, kao Jennings Organ Company, u Dartfordu Kent, Engleska. 
Prvi uspješni proizvod tvrtke bio je - Univox, vrlo rani tip električnih orgulja (nalik na Klaviolinu), mogle su svirati samo pojedinačne note a ne i akorde (više 
nota odjednom). 1956. tvrtka je promijenila ime u Jennings Musical Instruments, i izbacila na tržište svoje prvo gitarističko pojačalo - AC15, koje je 
konstruirao Dick Denney ( gitarist u velikim plesnim orkestrima). Ovaj proizvod su učinili planetarno popularnim, grupa The Shadows i ostali britanski rock 'n' roll glazbenici prvog vala.

### najpoznatiji proizvod, pojačalo AC30
Zbog ozbiljnih poteškoća u prodaji, jer se pojavio Twin, puno snažnijeg američkog proizvođača Fendera ali i zbog zahtjeva Shadowsa za puno snažnijim pojačalima 1959., tvrtka je izbacila na tržište pojačalo dvostruke snage u odnosu na AC15 i logički ga nazvala AC30. Ovo pojačalo, pomoglo je da se ostvari ono što se u povijesti popularne glazbe zove Britanska invazija, jer taj proizvod koristile su grupe; The Beatles, The Rolling Stones, The Who, The Yardbirds, i mnoge druge. 

## Vanjske poveznice
- Vox pojačala
- Povijest Vox pojačala od Jima Millera
- Voxov salon.